# Viktor Olegovič Pelevin
Víktor Olégovič Pelévin (rusko Ви́ктор Оле́гович Пеле́вин), ruski pisatelj, * 22. november 1962, Moskva, Rusija.
Pelevin je priljubljen sodobni pisatelj. Po osnovni izobrazbi je inženir elektromehanik. Diplomiral je na Moskovskem energetskem inštitutu (Tehnični univerzi) (МЭИ). Odslužil je vojni rok. Leta 1989 so mu objavili prvo delo, pravljico Koldun Ignat in ljudje (Колдун Игнат и люди). Za njegova dela je značilna zgradba znanstvene fantastike, vsebina pa je bliže mistični fantastiki. Dela so večplastna postmoderna, berljiva besedila, v katerih povezuje elemente pop-kulture in ezoterične filozofije. Pelevin redno obiskuje budistične samostane in sledi zen budističnemu učenju.
Svoja dela objavlja na svoji spletni strani. Nekateri romani so v celoti na razpolago kot zvočni zapisi (v ruščini).